# 대한민국의 스포츠
한국의 스포츠는 고대부터 무술에 근거한 체육 활동이 발달했으며, 특히 대한민국의 국기(國技)인 태권도는 올림픽 정식 종목에 채택되기도 하였다. 태권도 이외에도 한국 전통 무술(스포츠)인 궁술(국궁), 택견, 씨름이 있다.

## 국제 종합 대회
대한민국은 1948년 하계 올림픽부터 올림픽에 참가해서 1988년 하계 올림픽을 개최했으며, 이 대회에서 금메달 12개, 은메달 10개, 동메달 11개를 획득하여 종합 4위를 기록하였다. 올림픽에서 양궁, 사격, 탁구, 배드민턴, 쇼트트랙, 핸드볼, 유도, 태권도, 역도는 대한민국이 강세를 보이는 종목이며, 최근 20년간 하계 올림픽의 경우 시드니 올림픽을 제외하면 메달 종합 10위 이내의 성적을 올렸다. 대한민국은 또한 1986년 아시안 게임과 2002년 아시안 게임을 개최하기도 했으며, 2010년 동계 올림픽에서 쇼트트랙, 스피드 스케이팅, 피겨 스케이팅에서 금메달 6개를 따내 종합 5위를 기록하였다.

## 인기
축구가 대한민국에서 실제로 즐겨하는 생활스포츠이며 국가대표팀 경기를 TV로 가장 즐겨보는 스포츠로 선정되고 있다.

## 프로 리그 및 유명한 스포츠
대한민국 4대 프로스포츠는 KBO 리그, K리그, KBL, V-리그가 꼽힌다.
국제대회에 있어서는 대한민국이 고속 발전함으로써 근래에는 좋은 성적을 거둔다. 축구는 2002년 FIFA 월드컵을 일본과 공동 개최하며 대회 4위에 오른 적이 있다. 2010년 FIFA 월드컵에서는 원정 16강에 성공하였으며, 아시아에서 유일하게 9회 연속이자 총 10회 월드컵 본선에 진출했다. 2012년 하계 올림픽 축구에서는 동메달을 따기도 했다. 야구는 2008년 하계 올림픽에서 금메달, 2009년 월드 베이스볼 클래식에서 준우승, 2015년 WBSC 프리미어 12에서 우승한 경력이 있다.

### 축구
근대 축구는 1882년 6월 (고종 19년) 인천항에 상륙한 영국 군함 플라잉피쉬호의 승무원들을 통해서인 것으로 전해지고 있다. 그 후 정식 축구의 보급은 1904년 관립한성외국어학교에서 체육 과목의 하나로서 채택하면서부터이며 대한민국 최초의 공개 축구 경기 역시 1905년 6월 10일 서울 훈련원(오늘날의 동대문운동장)에서 열린 대한체육구락부와 황성기독청년회간의 시합으로 기록되어 있다. 축구는 대한민국에서 실제로 즐겨하는 생활스포츠 그리고 국가대표팀 경기를 TV로 가장 즐겨보는 스포츠로 선정되고 있다.
 1980년대에 차범근이 독일 분데스리가에서 명성을 떨치기도 하였고, 대한민국 최상위 프로축구 리그이자, 아시아 최고리그인 K리그는 1983년에 슈퍼리그로 출범하면서 지금까지도 프로리그가 이어지고 있으며, 현재까지 AFC 챔피언스리그 우승 횟수가 가장 많은 리그이기도 하다. 대한축구협회의 인프라 구축과 더불어 공만 있으면 어디든지 즐길 수 있다는 간편함 때문에 조기축구회는 아마추어 스포츠 팀 중 가장 큰 규모를 자랑하고 생활 스포츠의 저변에서는 여전히 1위를 달리는 종목이다. 과거 차범근 이후 그리고 2002년 월드컵을 거치면서 해외 리그에 대한 관심도 박지성, 손흥민, 기성용 같은 해외파가 등장하면서 급증했고, 중고등학교의 축구부나 아마추어 리그 팀이 현재 대한민국 내의 다른 스포츠들과는 비교도 안 될 정도로 많다. 무엇보다 대한민국 축구 국가대표팀의 인기는 타의 추종을 불허할 정도로 흔히 태극전사, 국가대표라고 하면 열에 아홉은 축구선수들부터 떠올릴 정도로 이론의 여지없이 모든 종목 중 최고의 인기를 구사한다.

### 야구
근대 야구는 1904년 YMCA 선교사였던 미국인 필립 질레트에 의해 한국에 도입된 이래 오늘날까지 이르고 있다. KBO 리그의 팀들은 대기업에 의해 후원받고 있으며, 1982년부터 매년 개최되고 있는 KBO 리그는 대한민국의 프로 야구 리그로 KBO 리그에 참가하고 있는 팀들은 대기업과 스포츠 용품 공급사 등에 의해 후원받고 있다. 1954년 아시아 야구 선수권 대회를 시작으로 다양한 국제 대회에 참가하였고, 좋은 성적을 빈번히 거두며 성공적인 시기를 몇 차례 보냈었다. 1970년대 이후 실력이 발전한 선수들이 나타났으며 백인천이나 이원국 등은 해외에서 명성을 떨치기도 했다. 실업야구에서 프로야구로 진행하던 70년대 말에는 최동원이 국제 무대에서 이름을 날리기도 했다. 1982년에 프로리그가 발족되면서 지금까지도 명성이 높은 선동열 등을 비롯해 수많은 선수들이 나타나 현재까지 프로리그가 이어지고 있다. 대표적으로 1982년 세계 야구 선수권 대회에서 우승하였고, 2008년 하계 올림픽 야구에서 전승을 거두며 금메달을 차지하였다. 또한 대한민국은 최고의 국제 대회 중 하나인 월드 베이스볼 클래식에 매번 참가할 정도로 준수한 실력을 갖추고 있다. 박찬호나 류현진, 추신수를 비롯한 여러 야구 선수들은 메이저 리그 야구에 진출하기도 했다. 또한 각 팀마다 고유적인 한국의 야구 응원 문화도 존재한다.

### 이스포츠
1990년대 말 게임 및 전자 산업의 발전과 더불어 성장한 e스포츠는 2001년 '한국e스포츠협회' 창립 후 선수 관리, 경기 규칙, 대회 방식이 체계화되어 누구나 쉽게 참여할 수 있는 대중 스포츠로서 자리를 잡았다. 대한민국이 전 세계적으로 선구자적 역할을 담당하고 있다.

### 경마
2004년부터 파트 3 경마국으로 지정되었다. 2009년 대한민국의 서러브레드 경주마 생산은 1000여 마리였다. 경기도 과천시, 경상남도 김해시와 부산광역시 강서구, 제주도에 경마공원이 있고 32개의 KRA 플라자(장외 마권 발매소)가 있다.

## 프로 리그
| 농구 - 한국프로농구 - 한국여자프로농구 | 배구 - V-리그 | 야구 - KBO 리그 | 축구 - K리그1 - K리그2 | E스포츠 - 리그 오브 레전드 챔피언스 코리아 |

## 국제 대회 개최
| 올림픽 - 1988년 서울 하계 올림픽 - 2018년 평창 동계 올림픽 | 아시안 게임 - 1986년 서울 아시안 게임 - 1999년 강원 동계 아시안 게임 - 2002년 부산 아시안 게임 - 2014년 인천 아시안 게임 | FIFA 월드컵 - 2002년 한국/일본 |

## 같이 보기
- 대한민국의 축구
- 대한민국의 야구
- 아시아의 스포츠